# Lukáš Krajíček
Lukáš Krajíček (ur. 11 marca 1983 w Prościejowie) – czeski hokeista, reprezentant Czech.
Jego brat Jan Krajíček (ur. 1971) także został hokeistą.

## Kariera
- HC Zlín U20 (1998-1999)
- Detroit Compuware (1999-2000)
- Peterborough Petes (2000-2003)
- Florida Panthers (2002, 2003, 2005-2006)
- San Antonio Rampage (2003-2005)
- Vancouver Canucks (2006-2008)
- Tampa Bay Lightning (2008-2010)
- Norfolk Admirals (2009)
- Philadelphia Flyers (2010)
- HC Oceláři Trzyniec (2010-2011)
- Dynama Mińsk (2011-2016)
- HC Oceláři Trzyniec (2016-2020)

Wychowanek klubu HC Prostějov w rodzinnym mieście. Od maja 2011 roku zawodnik Dynama Mińsk. W styczniu 2012 roku przedłużył kontrakt z klubem o dwa lata. W maju 2014 i w marcu 2015 przedłużał umowę o rok. Zwolniony z klubu w listopadzie 2016. Od końca tego miesiąca ponownie zawodnik klubu z Trzyńca. W lipcu 2020 ogłosił zakończenie kariery.
Uczestniczył w turniejach mistrzostw świata w 2006, 2011, 2012.

## Sukcesy

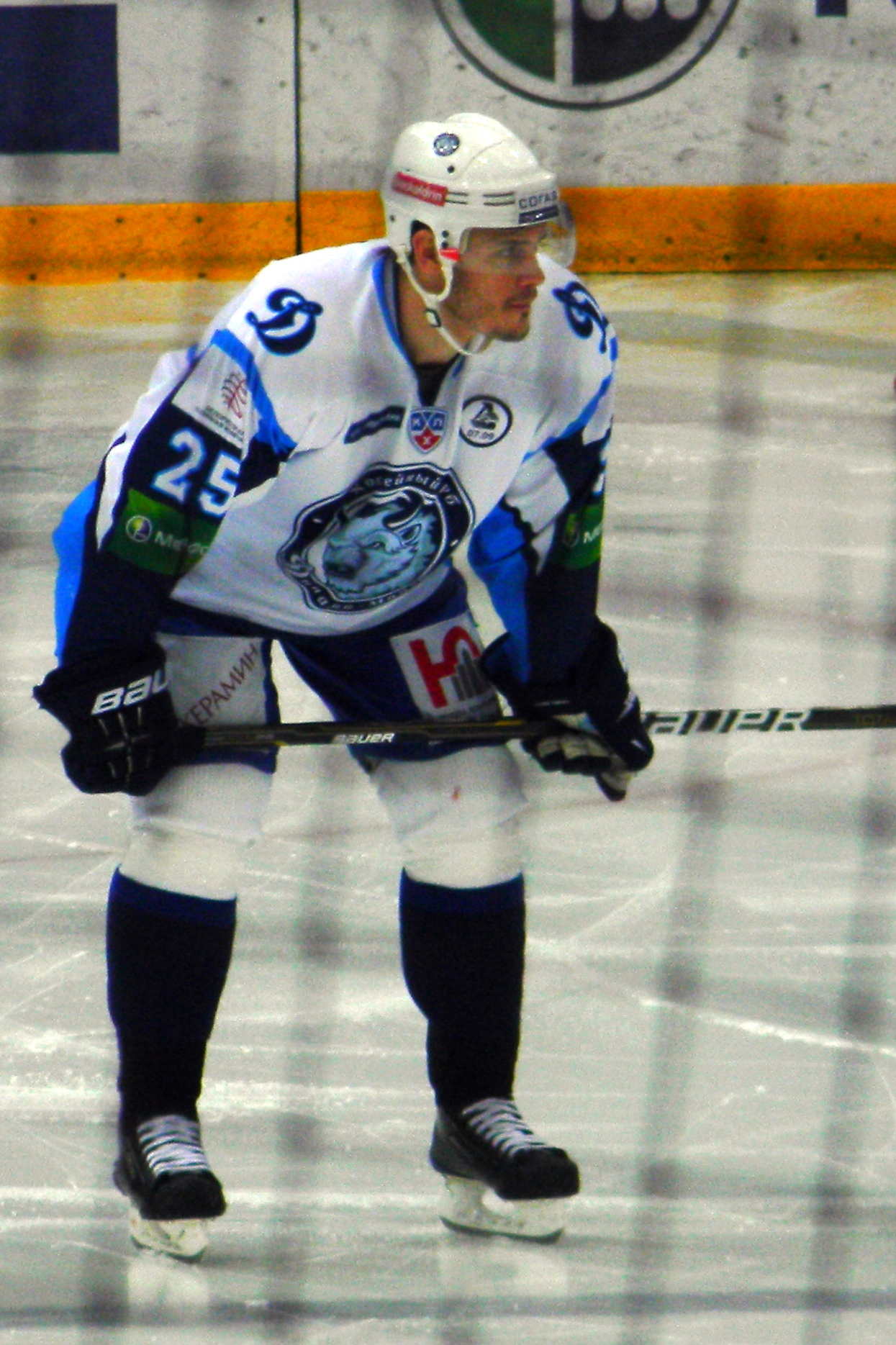
Lukáš Krajíček w barwach Dynama Mińsk (2011)

Reprezentacyjne
- Srebrny medal mistrzostw świata: 2006
- Brązowy medal mistrzostw świata: 2011, 2012

Klubowe
- Mistrzostwo dywizji NHL: 2007 z Vancouver Canucks
- Złoty medal mistrzostw Czech: 2011 z Oceláři Trzyniec

Indywidualne
- OHL2000/2001:
  - Pierwszy skład gwiazd pierwszoroczniaków OHL
  - Skład gwiazd pierwszoroczniaków CHL
  - CHL Top Prospects Game
- OHL i CHL 2002/2003:
  - Pierwszy skład gwiazd OHL
  - Drugi skład gwiazd CHL
- Ekstraliga czeska w sezonie 2010/2011:
  - Pierwsze miejsce w klasyfikacji +/-: +22
  - Najlepszy obrońca ligi